# Новий Шуган
Новий Шуга́н (рос. Новый Шуган, башк. Яңы Шыуған) — присілок у складі Бакалинського району Башкортостану, Росія. Входить до складу Михайловської сільської ради.
Населення — 124 особи (2010; 152 у 2002).
Національний склад:
- татари — 49 %
- росіяни — 41 %